# Flachaemus mosselensis
Flachaemus mosselensis är en insektsart som beskrevs av Van Stalle 1988. Flachaemus mosselensis ingår i släktet Flachaemus och familjen kilstritar. Inga underarter finns listade i Catalogue of Life.